# Сухолуччя

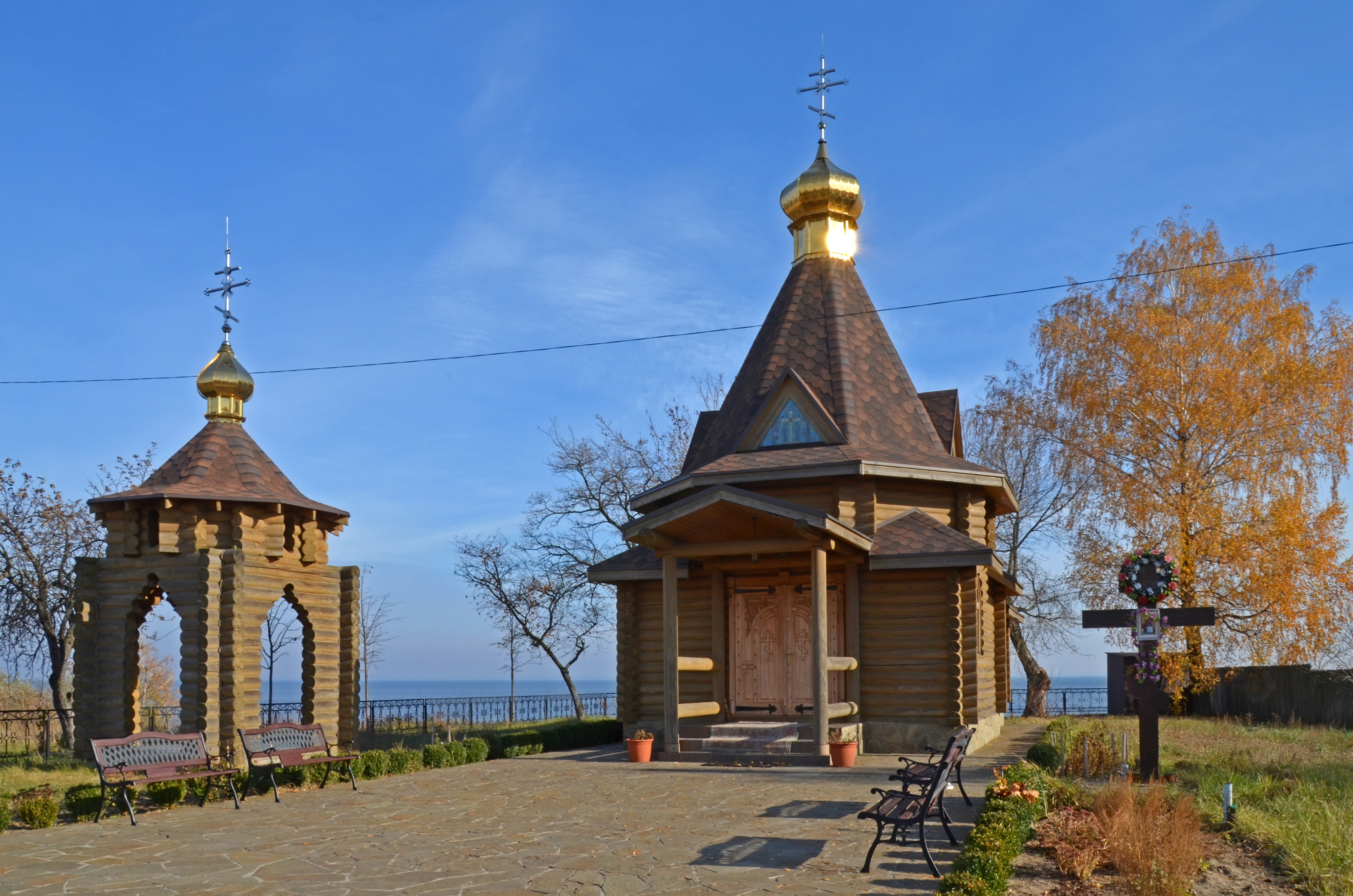
Храм на честь Казанської ікони Божої Матері села Сухолуччя

Сухолу́ччя — село у Вишгородському районі Київської області. Розташоване на березі Київського водосховища. Від с. Сухолуччя на південь за 23 км проходить автошлях Київ-Мінськ. Найближча залізнична станція — Київ.

## Історія
Перша згадка про Сухолуччя належить до 1637 р.
Поблизу селища виявлено залишки поселення доби неоліту (IV–III тис. до н. е.).

## Населення

### Мова
Розподіл населення за рідною мовою за даними перепису 2001 року:
| Мова       | Кількість | %     |
| ---------- | --------- | ----- |
| українська | 383       | 96.23 |
| російська  | 14        | 3.52  |
| білоруська | 1         | 0.25  |
| Усього     | 398       | 100   |

## Пам'ятки

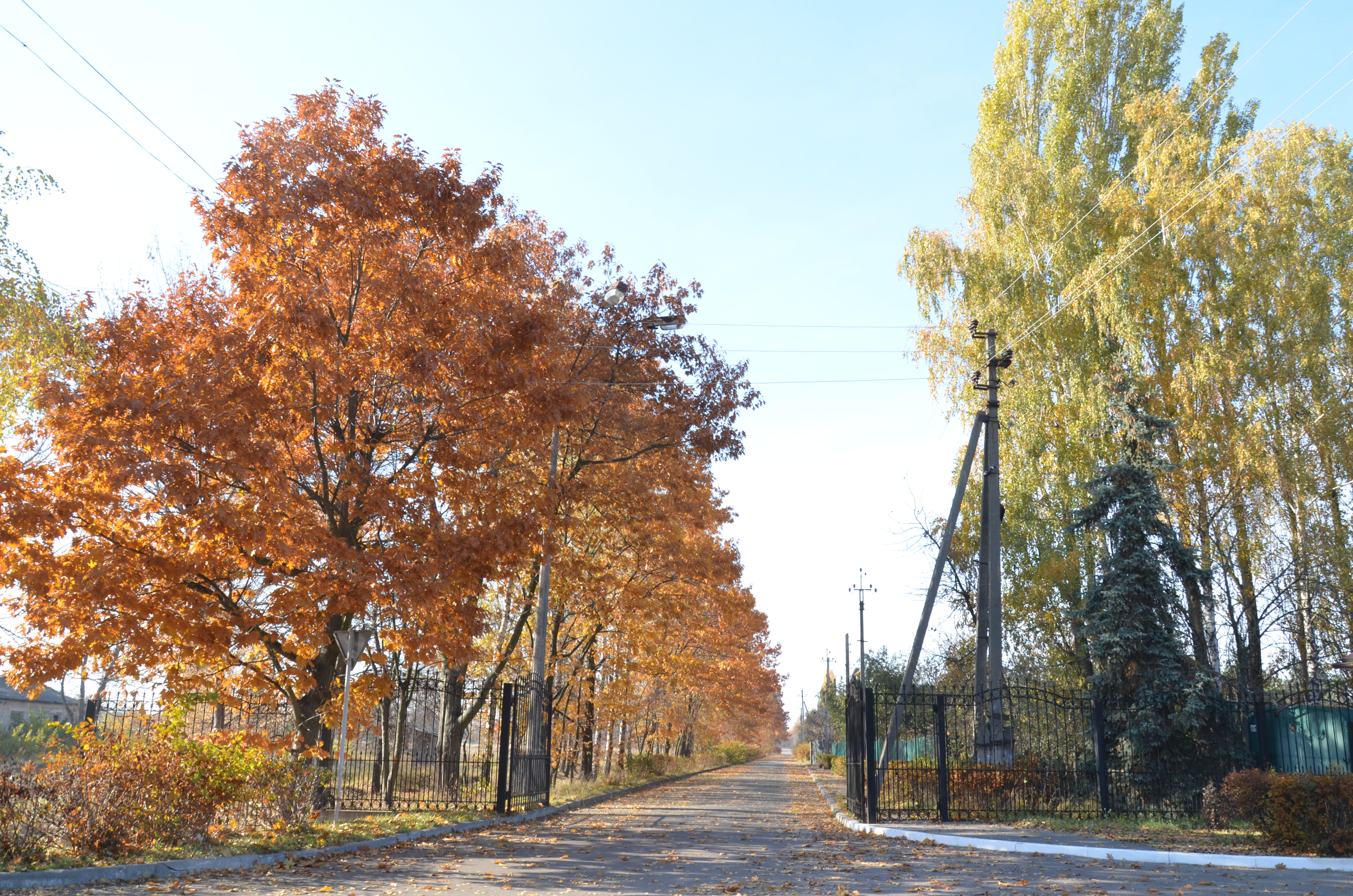
Дніпровсько-Тетерівське лісомисливське господарство

Поблизу села Сухолуччя знаходиться «Дніпровсько-Тетерівське мисливське господарство» — мисливські угіддя колишнього президента Віктора Януковича. Мисливські угіддя на березі Київського моря біля села Сухолуччя займають 30 тис. гектарів. Дві третини території — ліс, на одній третині — водні угіддя та роздолля для риболовлі. Усе обгороджено десятками парканів. Сьогодні тут живе близько 320 оленів, 350 диких кабанів, 90 лосів, 360 козуль, сотні зайців і бобрів та десятки тисяч качок.